# 오동민
오동민(1986년 4월 1일 ~ )은 대한민국의 배우이다.

## 학력
- 성균관대학교 행정학과 학사

## 출연작

### 드라마
- 《경성크리처 시즌 2》 (2024년, Netflix) - 박 형사 역
- 《고장난 형제들》 (2024년, Tomatoes)
- 《끝내주는 해결사》 (2024년, JTBC) - 강철 역
- 《닥터 슬럼프》 (2024년, JTBC) - 민경민 역
- 《드라마 스페셜 - 반쪽짜리 거짓말》 (2023년, KBS2) - 재훈 역
- 《사랑의 이해》 (2022년, JTBC) - 양석현 역
- 《법대로 사랑하라》 (2022년, KBS2) - 도진기 역
- 《드라마 스페셜 - 보통의 재화》 (2021년, KBS2) - 하정우 역
- 《출사표》 (2020년, KBS2) - 고동찬 역
- 《슬기로운 의사생활》 (2020년, tvN) - 원준 부 역 (3회)
- 《17세의 조건》 (2019년, SBS) - 민재 담임 역
- 《검법남녀 2》 (2019년, MBC) - 새로 들어온 신입검사 역 (특별출연)
- 《닥터 탐정》 (2019년, SBS) - 베이커사장 역 (특별출연)
- 《평일 오후 세시의 연인》 (2019년, 채널A) - 강철 역
- 《보이스 3》 (2019년, OCN)
- 《닥터 프리즈너》 (2019년, KBS2) - 문용성 역
- 《킹덤》 (2019년, Netflix) - 동궁전 내시 역
- 《흉부외과 - 심장을 훔친 의사들》 (2018년, SBS) - 문승재 역
- 《KBS 드라마 스페셜 - 나의 흑역사 오답노트》 (2018년, KBS2) - 최진상 역
- 《판타스틱》 (2016년, JTBC) - 김민식 역
- 《응답하라 1988》 (2015년, tvN) - 성보라의 대학 동기 역
- 《슈퍼대디 열》 (2015년, tvN) - 야구선수 역
- 《나쁜 남자》 (2010년, SBS) - 현봉 역
- 《복권 3인조》 (2008년, KBS Drama) - 도청기 상인 역

### 영화
- 《대도시의 사랑법》 (2024년) - 지석 역
- 《첫번째 아이》 (2022년) - 우석 역
- 《옆집사람》 (2022년) -  찬우 역
- 《안녕하세요》 (2022년) - 최은석 역
- 《마음 울적한 날엔》 (2020년) - 성준 역
- 《킬러스웰 : 아워 스페이스》 (2020년) - 동민 역
- 《파도를 걷는 소년》 (2020년) - 목소리 출연 (우정출연)
- 《기도하는 남자》 (2020년) - 수호 역
- 《구의역 3번 출구》 (2019년)
- 《찔리는 이야기》 (2019년) - 영업사원 A 역
- 《가장 보통의 연애》 (2019년) - 현성 역
- 《아워 바디》 (2019년) - 경수 역
- 《타짜: 원 아이드 잭》 (2019년) - 사시생 역
- 《너와 극장에서》 (2018년) - 민철 역
- 《수성못》 (2018년) - 피스비 역
- 《김녕회관》 (2017년) - 훈석 역
- 《야근수당》 (2016년) - 성재 역
- 《중고, 폴》 (2016년) - 철민 역
- 《지하의 남자》 (2016년) - 애정남 역
- 《락아웃》 (2015년) - 열쇠수리공 역
- 《죽지못해 산다》 (2014년)
- 《용건만 간단히》 (2014년)
- 《그날 밤》 (2014년)

### 연극
- 《극단 뛰다》
- 《nabis 햄릿》

### 웹드라마
- 《My Fuxxxxx Romance》 (2020년) - 김재하 역
- 《오,여정 : 부산》 (2019년) - 경주 역
- 《오,여정 : 경주》 (2018년) - 경주 역